# Nāga
Pour les articles homonymes, voir Naga.

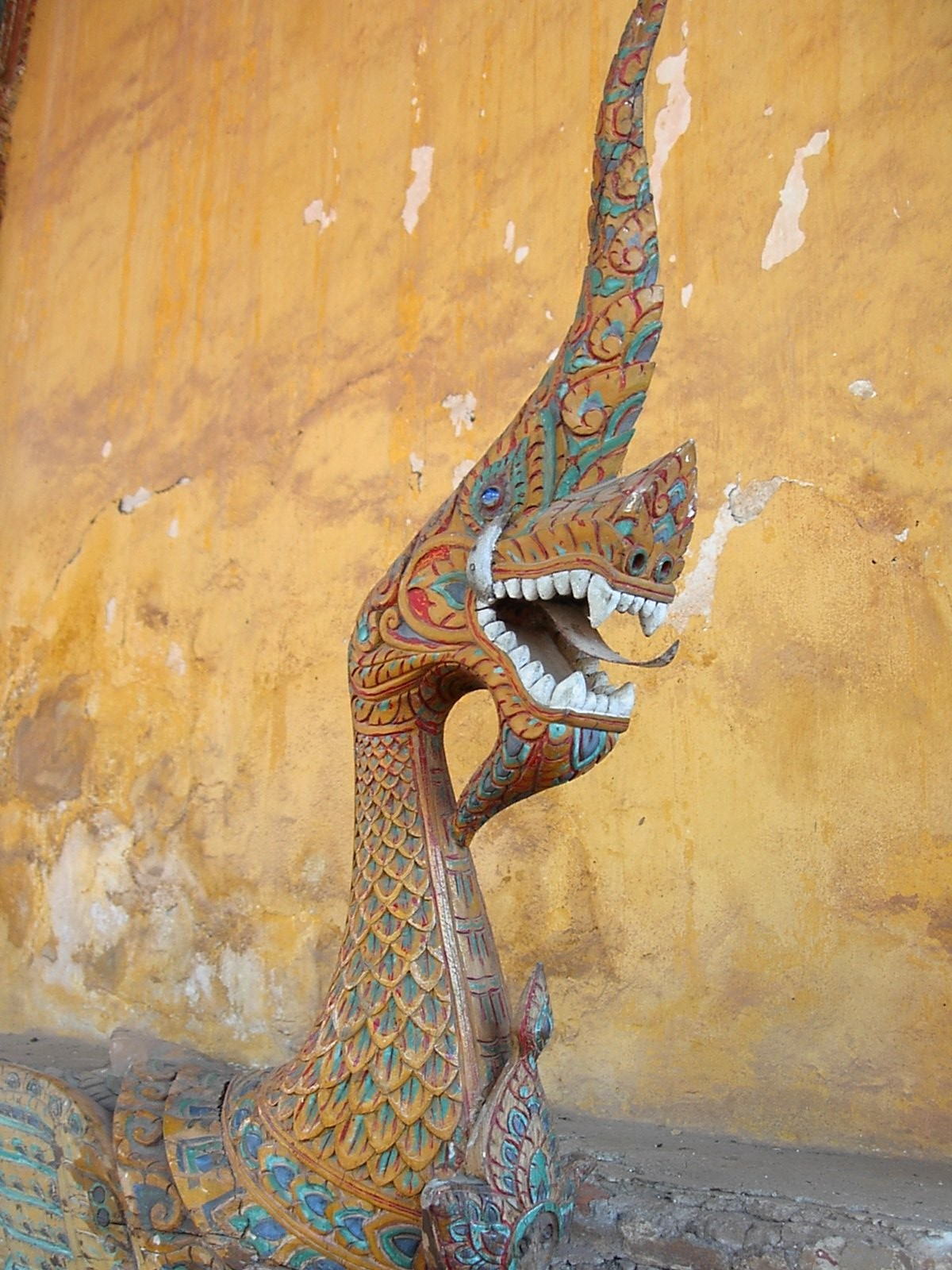
Un nāga au Vat Sisakhet de Vientiane.

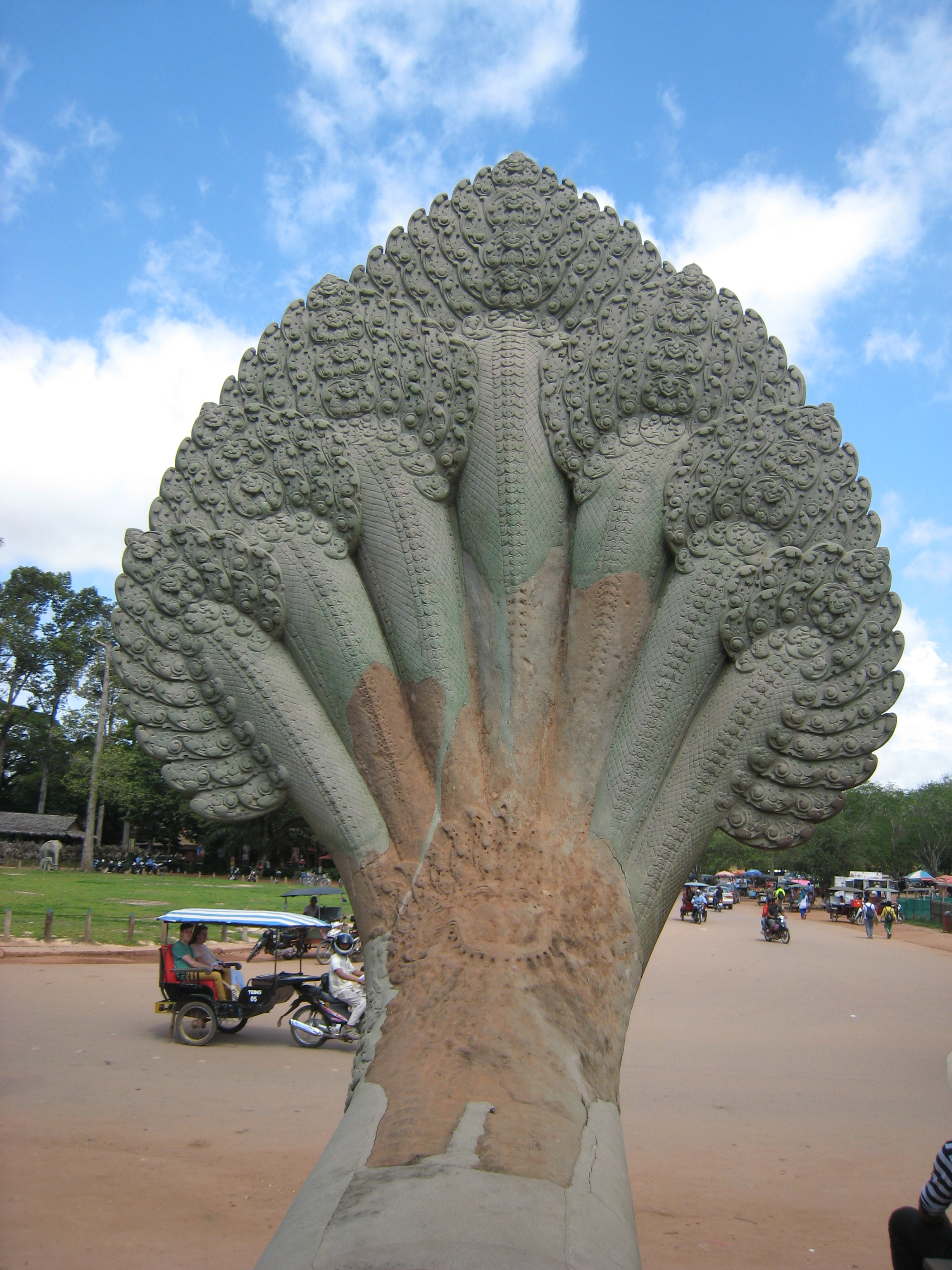
Le dos d'un nāga devant Angkor Vat.

Le nāga (sanskrit : नाग, signifiant « serpent ») est un être mythique de l'hindouisme, mais le mot veut aussi simplement dire serpent. Les nagas dans la religion gardent les trésors de la nature, sont attachés à l'eau et apportent la prospérité. De nombreux temples en Inde vénèrent une statue de serpent ; le serpent est aussi le symbole de la kundalini. La fertilité et l'immortalité sont aussi leurs pouvoirs. Il apparaît que toute divinité du bouddhisme ou du jaïnisme en plus de l'hindouisme a un serpent attaché à sa personnalité, bonne ou mauvaise.
Dans les légendes de l'Inde et de tout le Sud-Est asiatique, les nāgas sont des habitants du monde souterrain où ils gardent jalousement les trésors de la terre. Ils ont pour ennemi naturel l'aigle géant Garuda, mais nāgas et Garuda ne sont en fait que deux incarnations de Vishnou, les deux aspects de la substance divine, en qui ils se réconcilient.
Le nāga le plus célèbre est Ananta, sur lequel se repose Vishnou dans l'intervalle entre la fin d'un monde et la création d'un nouveau.
Le nāga comme sa forme féminine (nāgī ou nāginī) est un génie des eaux, représenté comme un serpent à tête humaine. Considérés comme étant de grands poètes, ils gardent les trésors de la terre. Le nāga est donc gardien et protecteur, médiateur entre ciel et terre, intercesseur entre ce monde et l'au-delà, parfois associé à l'arc-en-ciel (Bouddha descend du ciel sur un escalier qui est un arc-en-ciel, dont les rampes sont deux nāgas). À Angkor (Angkor-Thom, Prah Khan, Banteai Chmar), des chaussées à balustrades en forme de nāga symboliseraient cet arc-en-ciel, avec Indra à leur extrémité (dieu de la Foudre et de la Pluie). Sur certains linteaux d'Angkor, pouvant symboliser la porte du ciel sont figurés Indra et la Makara crachant deux nāgas.
Le Nagaraja, mot sanscrit formé de nāga (« serpent ») et de raja (« roi »), désigne le Roi des Serpents. Ce terme s'applique à trois déités majeures Ananta (Sheshanaga), Takshaka, et Vasuki. Ananta, Vasuki et Takshaka sont frères, fils de Kashyapa et Kadru, qui sont les parents de tous les serpents.
Dans les contes et légendes cambodgiens, les nāgas peuvent prendre forme humaine, voyager sous terre, nager dans l'eau et voler dans les airs.
C'est aussi au nāga qu'on doit la fertilité du sol et la fécondité des femmes.

## Le nāga dans l'art khmer

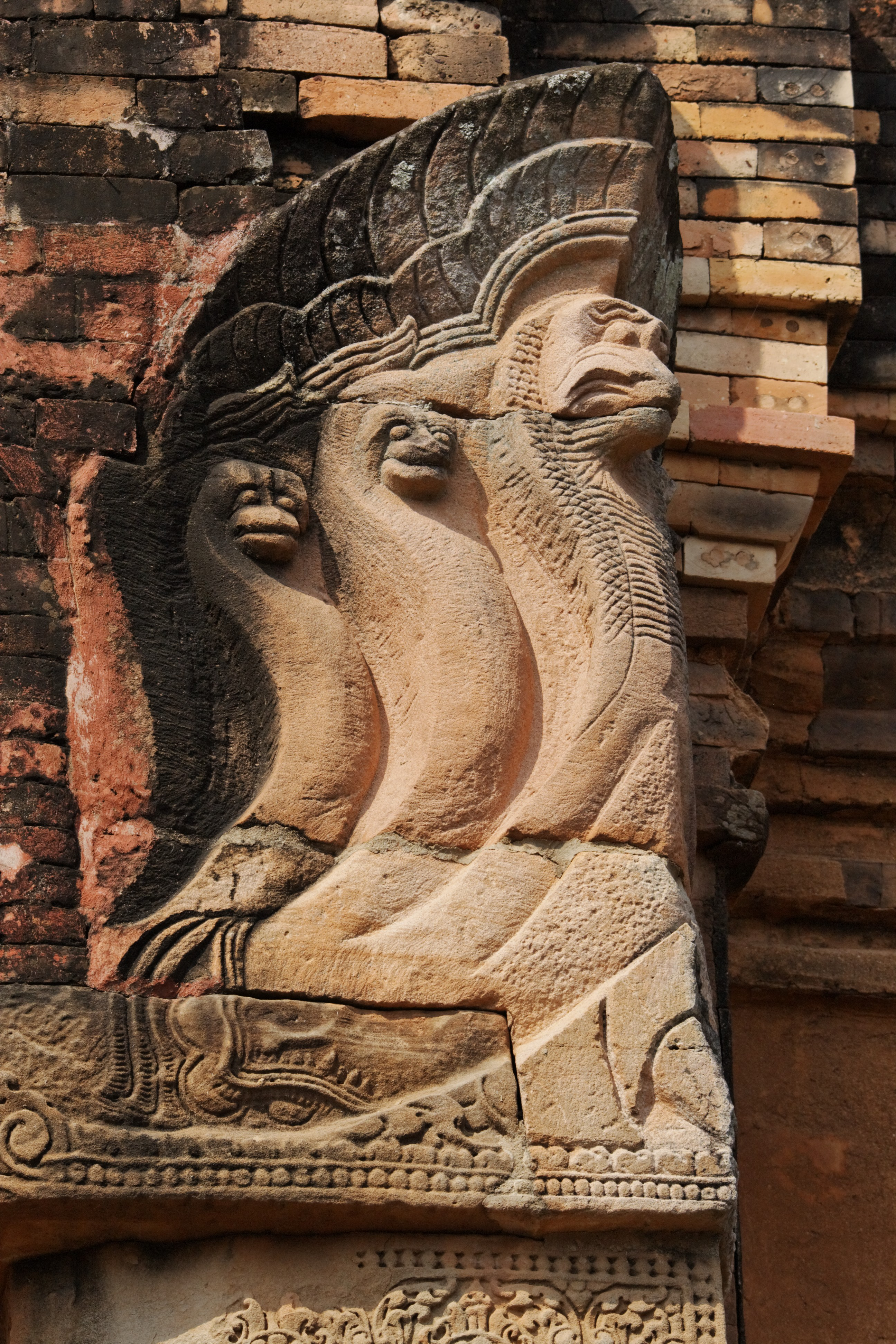
nāga à cinq têtes au Prasat Sikhoraphum.

On trouve des légendes à propos du nāga ou serpent dans les mythologies hindoue et bouddhiste. Sa fréquence dans l'art khmer est extraordinaire. Le royaume des nāgas est constitué par les rivières, les lacs et les mers et c'est là que ces créatures royales demeurent dans des palais luxueux, décorés de perles et de pierres précieuses. Le nāga n'est pas seulement le gardien de l'énergie vitale des eaux, mais également celui des coraux, des coquillages et des perles. Il porte un joyau sur la tête. Les formes sinueuses du nāga créent des arches autour des frontons, des balustrades autour des bassins et des chaussées. Ces chaussées sont souvent appelées « ponts de nāgas », mais dans tous ces cas, le corps allongé du nāga symbolise l'arc-en-ciel qui relie le monde divin au monde humain.

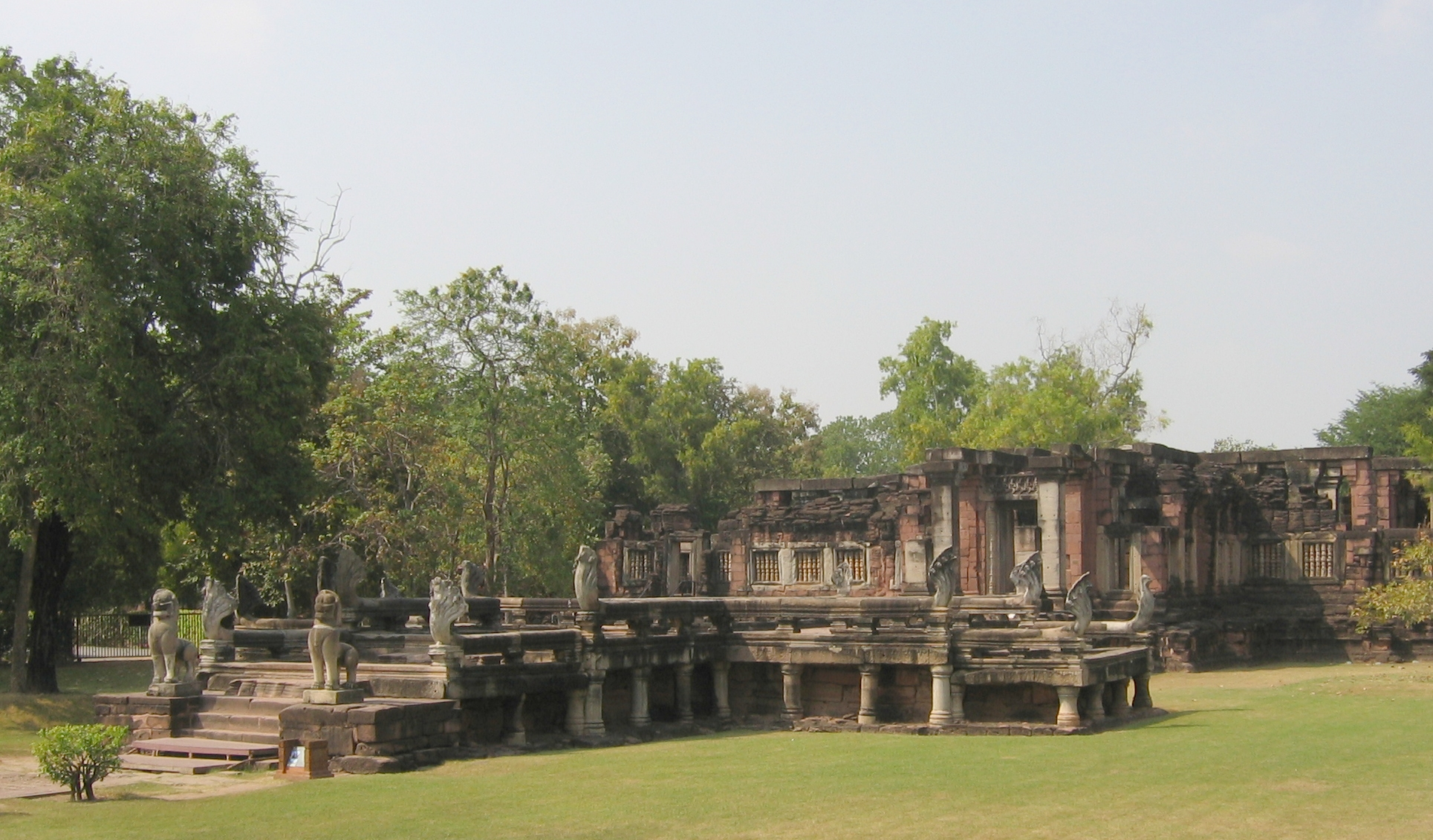
Pont de nāgas au Prasat Hin Phimai.

Le rôle du nāga vient des puranas de l'Inde ancienne, cependant, la popularité de cette créature dans l'art khmer provient de croyances pré-indiennes au sujet des esprits habitant les terres et les eaux. Avec l'expansion et la dissémination des religions indiennes dans les contrées khmères il y a environ 2000 ans, l'iconographie indienne offrait un vaste éventail de représentations de  ces esprits aussi bien que la possibilité d'incorporer des croyances locales, ainsi que des récits hindouistes ou bouddhistes.
La généalogie légendaire de nombreux souverains khmers est arrivée jusqu'à nous grâce à des panégyriques en sanskrit gravés sur de grandes stèles. Beaucoup de ces souverains se réclament de la descendance de l'union d'un brahmine indien et d'une nāgini à moitié serpent, à moitié femme, elle-même descendante d'un roi serpent. Ayant planté sa lance pour marquer sa prise de possession de la terre, il avait d'autre part la maîtrise des eaux à travers son ascendance nāga.

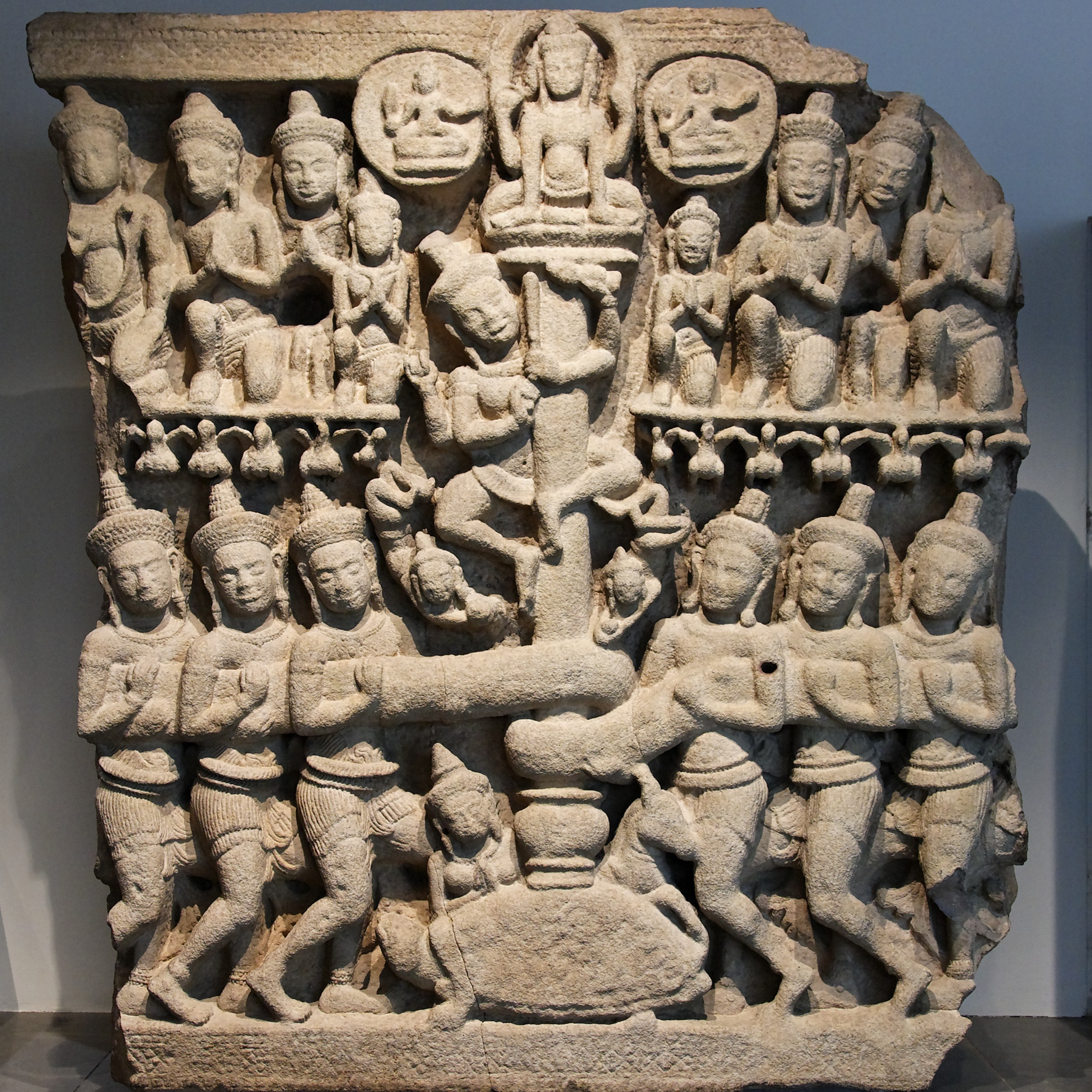
Fragment de tympan : le barattage de la mer de lait, Cambodge, Prasat Phnom Da, style d'Angkor Vat, première moitié du XII, grès. Au registre inférieur, les dieux et les démons utilisent le corps du nāga pour baratter l'océan de lait (Musée Guimet).

Dans la mythologie hindoue, le cycle du monde est divisé en quatre kalpa ou âges. Après la création, 14 périodes mènent inéluctablement vers la destruction. Pendant la sixième période de l'âge actuel, les dieux et les démons combattaient pour la domination du monde, quand une trêve fut conclue pour extraire de l'océan l'amrita, l'élixir d'immortalité. Cet épisode est connu sous le nom de « barattage de l'océan de lait », où le mont Mandara est utilisé comme axe. Le corps du nāga Vasuki est enroulé autour du mont Mandara, les dieux et les démons tirent chacun de leur côté pour baratter l'océan de lait et extraire l'élixir.
À la fin d'un âge, survient la destruction. L'énergie de Vishnou prend d'abord la forme du soleil, et assèche la terre de toute vie. Il prend ensuite la forme du vent, aspire tout l'air met le feu et réduit tout en cendres. Puis, se transformant en nuage, Vishnou déverse sous forme de pluie le lait sucré de l'océan cosmique. Les cendres de la création y sont gardées, et tout est dissous, y compris la lune et les étoiles, dans une immense étendue d'eau. C'est alors l'âge de la nuit, qui dure aussi longtemps qu'a duré le jour. Prenant une forme humaine, Vishnou dort sur le nāga à cinq têtes Ananta (« sans fin ») ou Shesha (« le reste »).
L'ennemi du nāga est le Garuda et ils sont souvent dépeints ensemble comme rivaux, le nāga étant prisonnier des serres du Garuda.

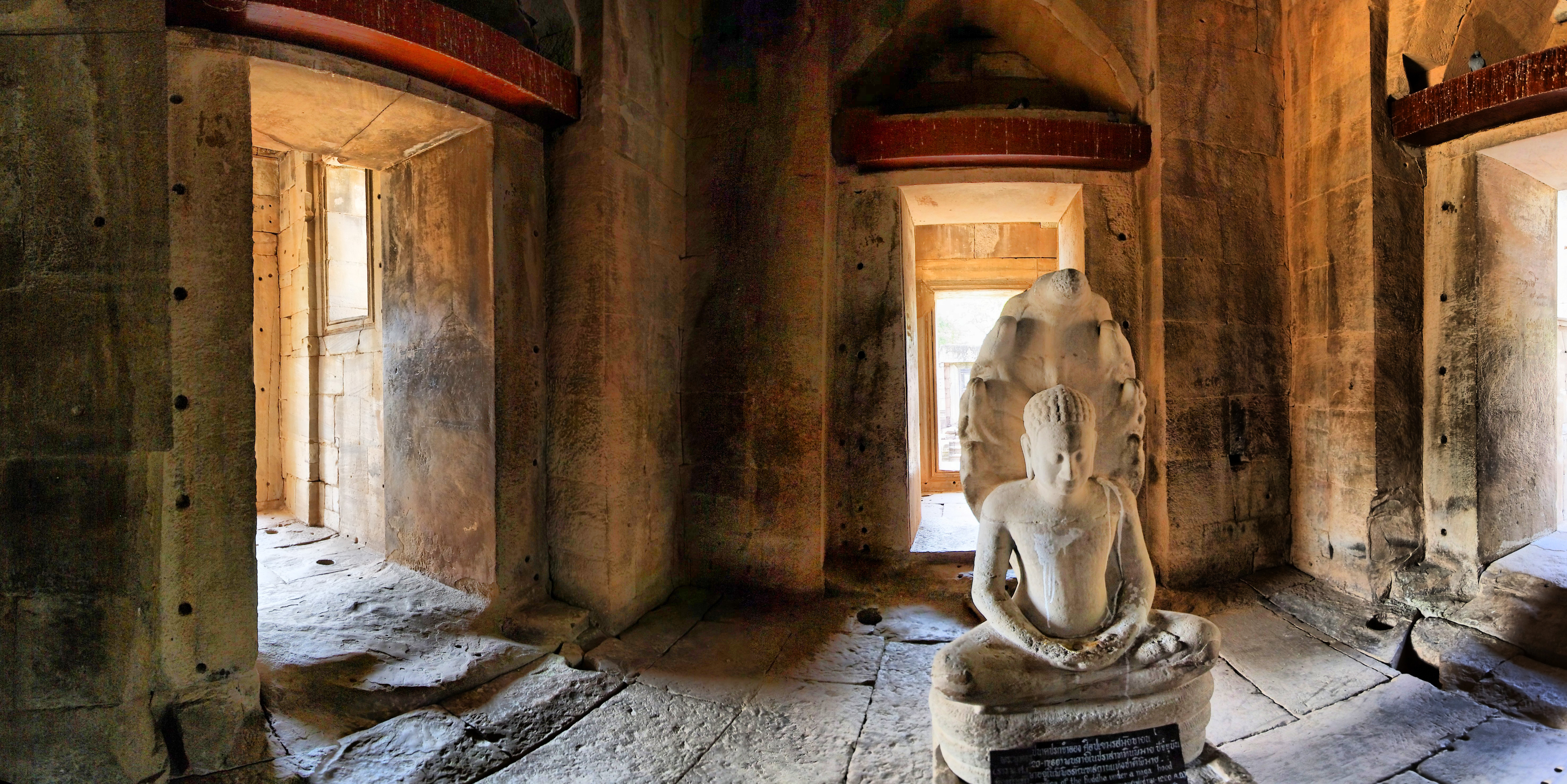
Bouddha protégé par le nāga au Prasat Hin Phimai.

Le nāga apparaît également dans la vie du Bouddha historique. Durant la méditation du Bouddha, s'éleva un orage violent qui fit monter les eaux. Le roi serpent à sept têtes Muchalinda, surgissant d'entre les racines de l'arbre sous lequel Bouddha méditait, s'enroula en sept anneaux et déploya le capuchon de ses sept têtes pour protéger le seigneur Bouddha jusqu'à ce que les flots se retirent. Le Bouddha obtint ainsi la dévotion du nāga et les eaux sur lequel il régnait. Des représentations du Bouddha assis sur le nāga deviennent communes dans l'art khmer à partir du XIe siècle, et surtout à la fin du XIIe siècle, avec l'adoption du bouddhisme par les souverains d'Angkor.
Dans le bouddhisme, en dépendance des actes des hommes sur l'environnement, les nagas apportent prospérité ou souffrances. Si les humains polluent les eaux, les sols, l'air, détruisent les forêts.... apparaitront des maladies dites " maladies naga" (cancers, dépigmentation de la peau, rhumatisme...). En dépendance est ici important, le Soutra de Ksithigarbha explique que finalement ce sont les actes des hommes qui créent les dieux protecteurs ou les démons destructeurs. Le soutra de la Suprême Lumière d'Or en parle aussi. Il explique que si un gouvernement ne dirige pas une nation par la vertu et l'éthique, alors les Dieux protecteurs ne pourront rien faire et calamités, mauvaises récoltes et guerres apparaitront. Dans ce contexte les nagas ne sont pas foncièrement mauvais. Leur colère apparait lors de la destruction de leur environnement. Il y a un Soutra qui cite le nom d'un Bouddha du passé "Bouddha Roi des Nagas". Il porte ce nom car lors de son existence, il vit que les nagas souffraient terriblement de maladies, de faiblesse. Il vint dans leur royaume et par son enseignement leur apporta guérison, paix harmonie et prospérité. Citer son nom en litanie est conseillé lors de troubles causés par les nagas. Le Bouddhisme comprend de nombreux rituels d'offrandes aux nagas afin de restaurer la paix et l'harmonie. Ces offrandes contiennent les substances qui les ravissent, les restaurent, et les guérissent.
Dans la cosmologie Virupaksa, (Celui qui voit tout), est un des quatre grands rois gardiens de l'univers. Bodhisattva au pinacle de la dixième terre, il manifeste une activité de gardien de l'univers pour le bien des êtres et simultanément est le souverain ultime de tous les nagas.
Nagarjurna exégète de la pensée de Bouddha, prophétisé par le Bouddha Shakyamouni, reçu des nagas des textes de la prajnaparamita occultés dans les royaumes humains et gardés dans les royaumes nagas, le temps qu'un être capable de les comprendre et de les enseigner apparaissent dans le monde.

## Analogies
Le nāga représente le cycle du temps, tout comme l'Ouroboros des Grecs.
Il serait peut-être à rapprocher de l'uræus, ou cobra en colère, qui orne le front du Pharaon, concentrant en lui les propriétés du soleil, vivifiant et fécondant, mais capables aussi de tuer, en desséchant ou brûlant. 
De nombreux mythes évoquent un serpent légendaire, du monde souterrain (la vouivre, puissant serpent souterrain des Celtes ou Quetzalcóatl, le dieu serpent-oiseau fréquent en Amérique du Sud), qui peut aussi évoquer les interprétations freudiennes du serpent.

## Galerie

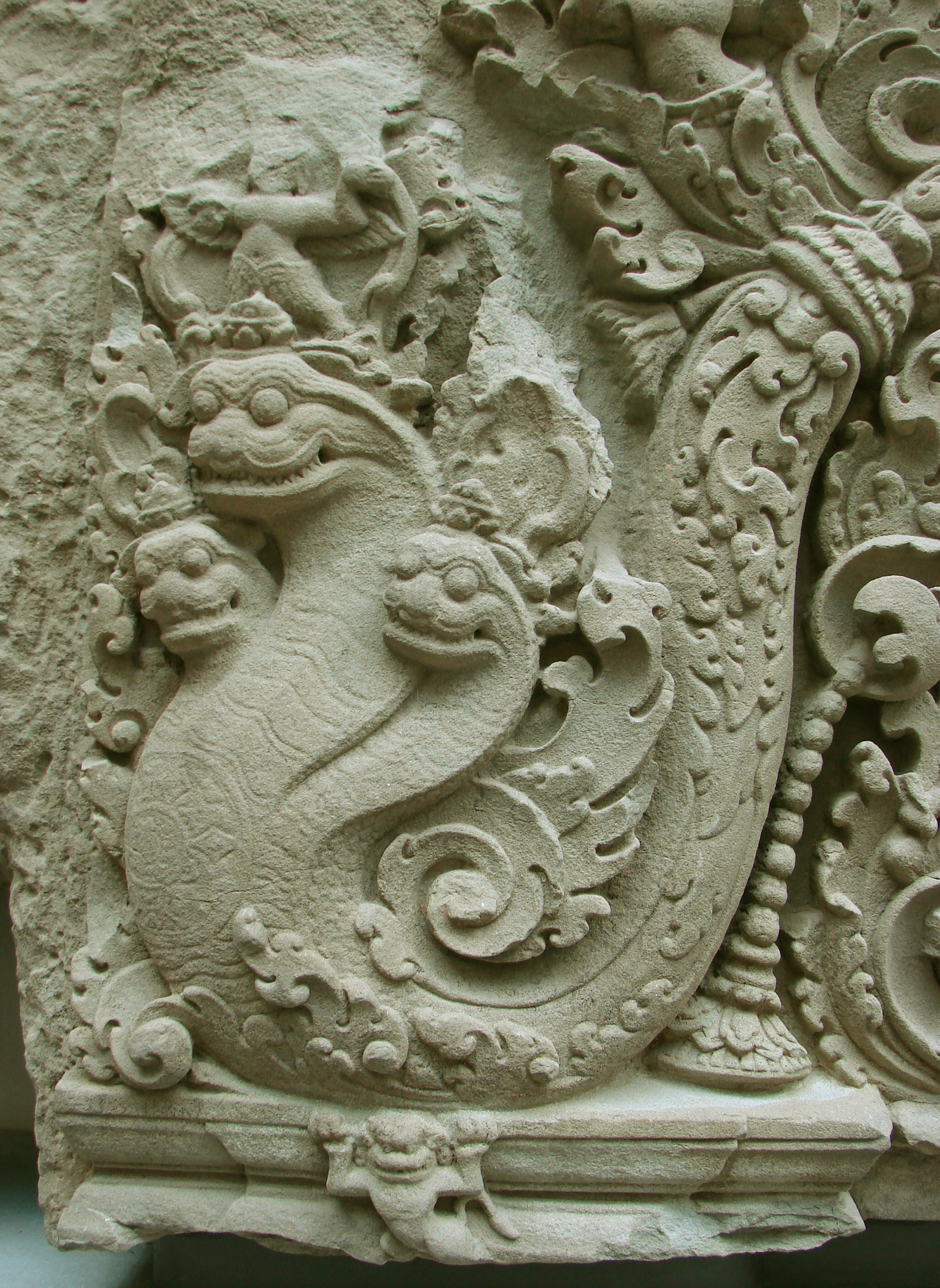
Nāga d'Angkor (Cambodge, fin du IXe siècle).
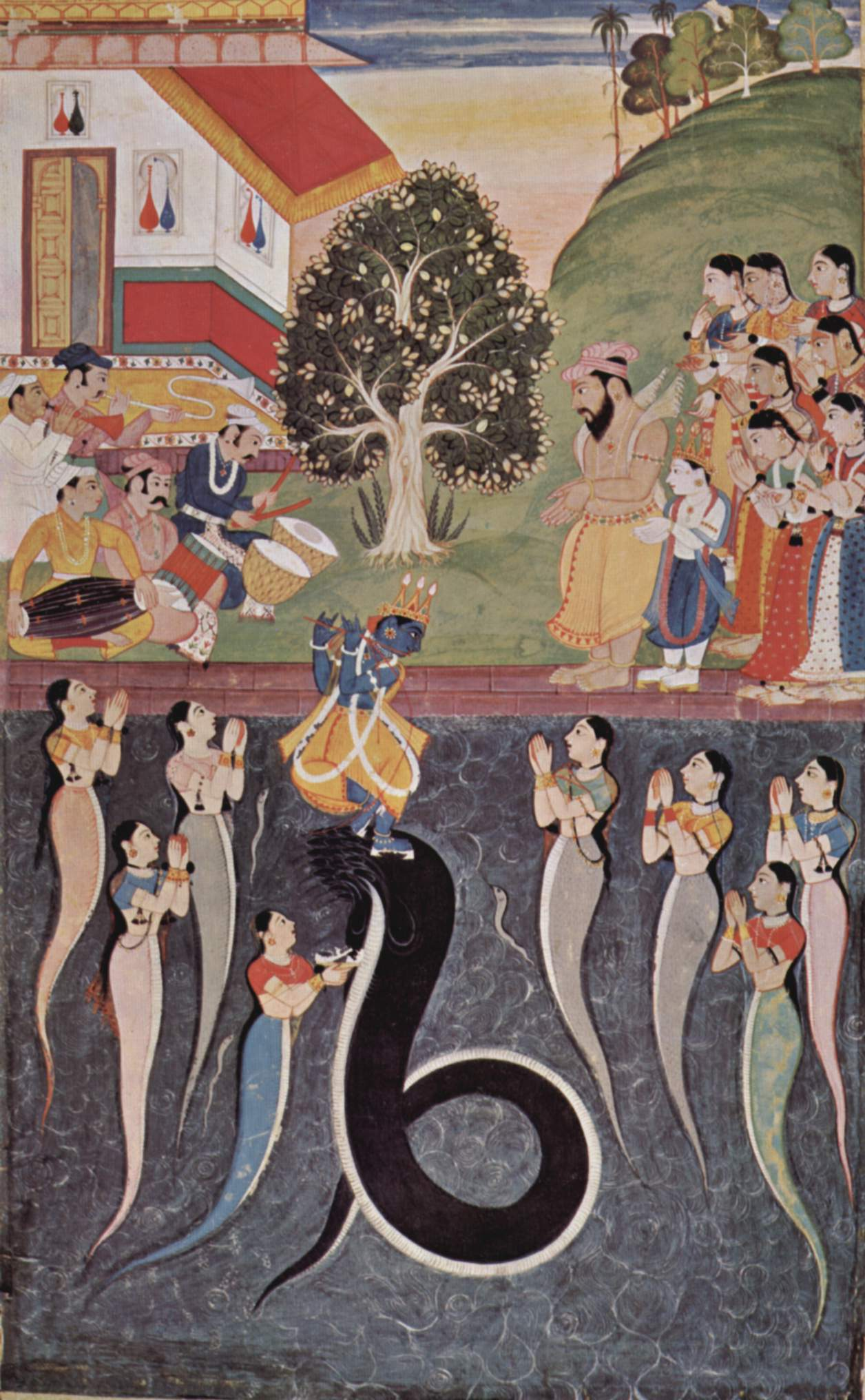
Krishna et le nāga Kalinga (Inde, 1640).
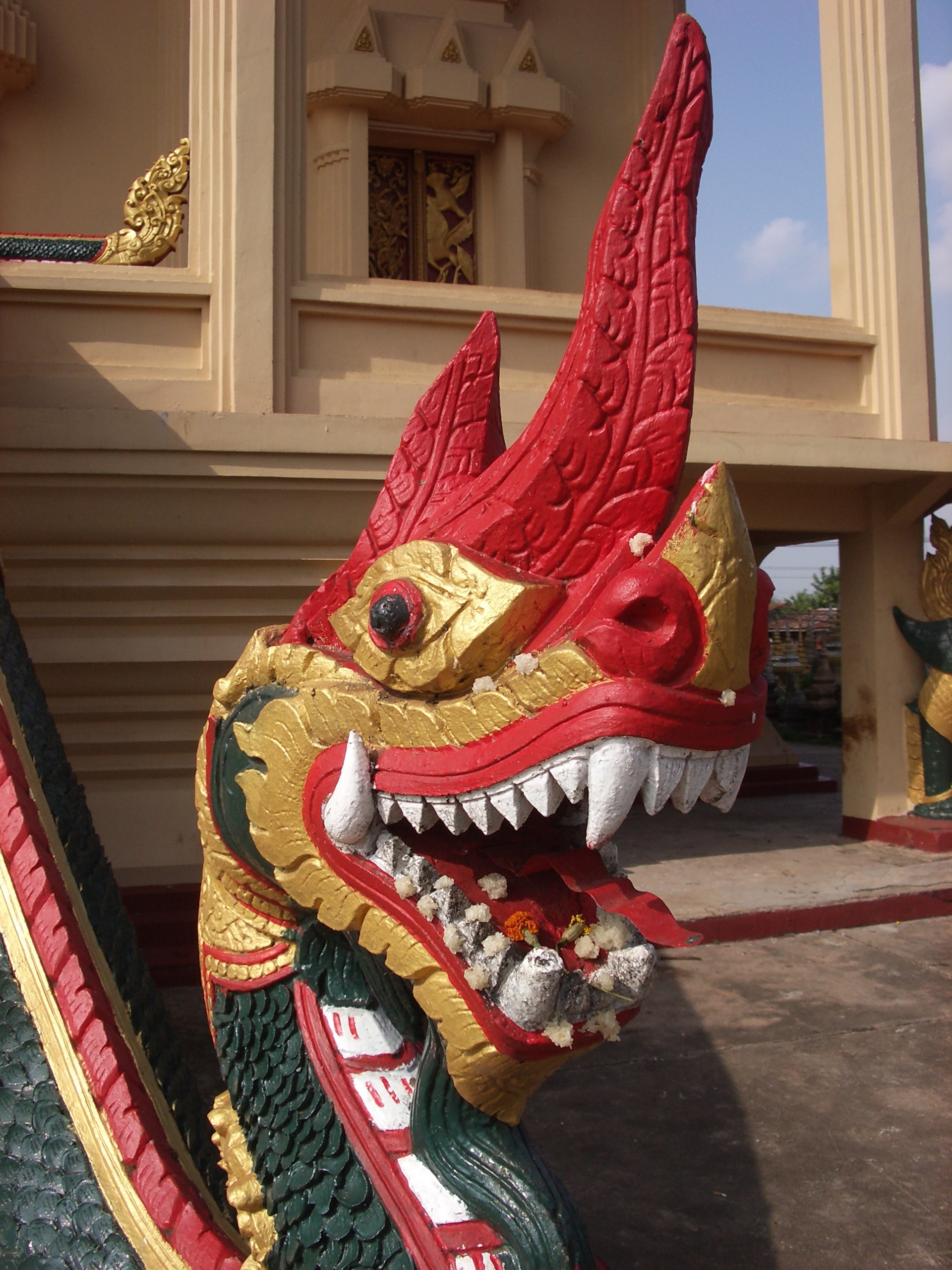
Nāga de la pagode Ouest du Pha That Luang à Vientiane (Laos).
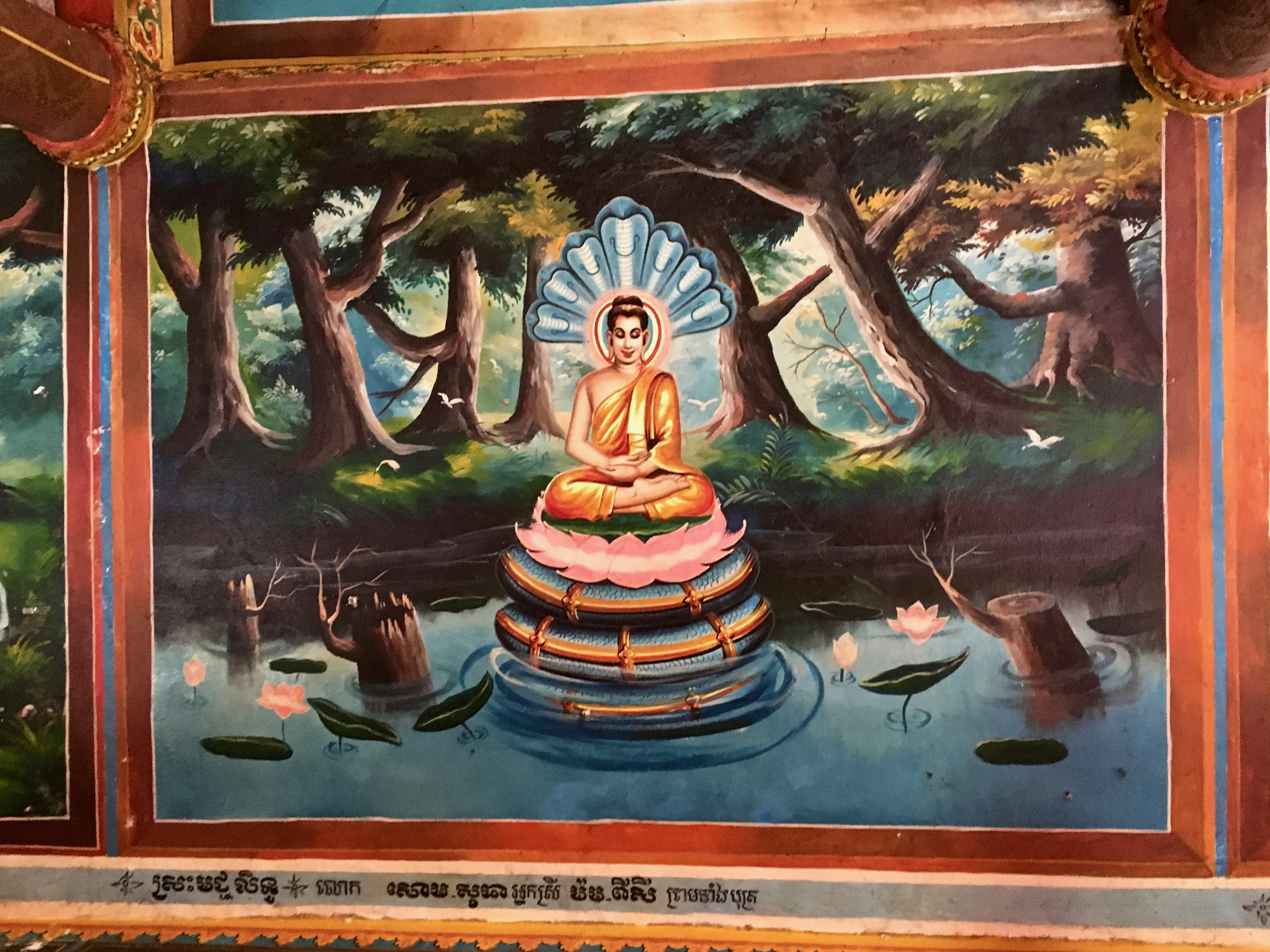
Représentation bouddhiste moderne à Siem Reap (Cambodge).

## Jeu vidéo et cinéma
Dans l'univers de Warcraft, les « nāgas » sont d'anciens Elfes de la Nuit transformés en « Homme-Poisson-Serpent » par l'engloutissement de la cité de Zin Azshari dans le premier Puits d'éternité de Kalimdor, en Azeroth. Les premiers nāgas furent les suivantes de la Reine, ainsi que cette dernière, la sublime et démoniaque Reine Azshara, dont le seul regard donnait force et bravoure à quiconque le croisait, ainsi que dévouement sans faille à la suite d'un sortilège dont seule la « Lumière des Lumières » avait le secret.
Après des milliers d'années d'hibernation, les nāgas servent Illidan Hurlorage, qui les a libérés de cet état de stase. Ils ont aussi aidé Kael'Thas à acquérir une nouvelle forme de puissance pour son peuple, les Elfes de Sang, à la suite de la destruction du Puits du Soleil par l'infâme Chevalier de la Mort, Arthas, voulant ressusciter Kel'Thuzad.
Ces créatures résident dans les zones où l'humidité est plus qu'abondante.
Dans la série de RPG Fire Emblem (ici l'épisode sortit en 2013, Awakening), Naga est un personnage récurrent. Il est le leader des Dragons Divins.
On retrouve aussi le Naga dans le mod "Twilight Forest" sorti depuis la version 1.5.2 de Minecraft[réf. nécessaire]. Ici, le Naga se présente comme un gigantesque serpent vert agressif, qui rétrécit s'il est blessé par le joueur. On peut le trouver dans un temple abandonné dans la "Twilight Forest".
Les Nagas étaient également une famille de monstres présente dans la série de jeux Monster Rancher. Ils apparaissaient par ailleurs dans la série animée adaptée des jeux vidéo. Ils se présentaient sous la forme d'êtres violets, pourvus de deux bras mais dont tout le reste du corps se continuait comme celui d'un serpent. Ils portaient des ailettes de chaque côté de leurs têtes reptiliennes, un peu à la manière de cobras.
Dans la série des Megami Tensei, les nagas sont aussi présents en tant qu'ennemis ou unités alliées.
Dans Heroes of Might and Magic III et IV, les Nagas sont des créatures mi-serpents mi-femmes de la faction des magiciens, se battant avec des sabres. Elles apparaissent dans Might & Magic: Heroes VI plus en tant que créatures, mais comme une faction à part entière vénérant Shalassa, le dieu-dragon des eaux.
Dans Tomb Raider: Underworld, Lara Croft affronte des Nagas dans des ruines thaïlandaises.
La série thaïlandaise the sign parue en 2023, porte sur l'histoire d'amour d'un nāga réincarné.